# RC Vichy
RC Vichy, właśc. Racing Club Vichy Football – francuski klub piłkarski z siedzibą w Vichy.

## Historia
Klub został założony w 1945. W swojej historii występował przez jeden sezon w drugiej lidze, w edycji 1945/1946 i zajął wówczas 12. miejsce w grupie Sud. Rozegrał też 20 sezonów na poziomie trzeciej ligi (w latach 1947–1960 oraz 1961–1968).

## Reprezentanci kraju grający w klubie
Stan na grudzień 2023
|  | - Moucharafou Alao - Julien Darui - Albert Dubreucq - René Llense - Jean Taillandier - Édouard Wawrzeniak - Simon Zimny - Kola Adams |